# 额佩镇区
额佩镇区為緬甸馬圭省敏巫縣的鎮區。2014年人口52,142人，區域面積1,316.3平方公里。該鎮下分78個村莊。额佩為該鎮之首府。